# Épalinges
Épalinges (/e.pa.lɛ̃ʒ/ ) est une commune suisse du canton de Vaud, située dans le district de Lausanne. Elle fait partie du nord de l’agglomération lausannoise.

## Géographie

### Situation
Le territoire d'Épalinges s'étend sur 4,57 km2. Lors du relevé de 2013-2018, les surfaces d'habitations et d'infrastructures représentaient 61,5 % de sa superficie, les surfaces agricoles 14,0 %, les surfaces boisées 25,4 % et les surfaces improductives 0,0 %.

### Transports
La commune est desservie par de nombreuses lignes de bus du réseau des Transports publics de la région lausannoise, mais également par la ligne M2 du métro de Lausanne. La plupart des lignes de bus transitent par le terminus du métro, la station Croisettes. Ainsi les lignes 45, 46, 62 et 64 traversent la commune.
La route principale 1 (H1), ici la route de Berne, Genève - Lausanne - Épalinges - Berne - Zurich - Winterthour - Saint-Gall traverse la commune. La sortie 10 Vennes de l'autoroute A9 Vallorbe - Lausanne - Brigue dessert la commune.

## Histoire
Épalinges s'est créée, vraisemblablement au début du dernier millénaire, par des défrichements successifs sur la forêt du Jorat. La première trace écrite d’Épalinges remonte au XIIIe siècle.
L'une des particularités de la ville est d'être presque entièrement enclavée dans la commune de Lausanne. La question du rattachement de la commune à Lausanne a d’ailleurs été un sujet de discussions, notamment au cours des années 1940. Après plusieurs débats au sein du Conseil, la question est définitivement tranchée le 15 mars 1945 par un refus massif.

## Toponymie
Le nom de la commune, qui se prononce [epalɛ̃ʒ], dérive d'un surnom de personne latin, Hispanius ou Spanius, avec le suffixe latin -anicu. 
Sa première occurrence écrite date de 1182, sous la forme de Spanengis.
La commune se nomme Palindzou [paˈlɛ̃dzu] en patois vaudois
Son ancien nom allemand est Späningen.

## Population

### Gentilé et surnom
Les habitants de la commune se nomment les Palinzards (ou les Palindzards).
Ils sont surnommés les Bêgou, (lè Bègo en patois vaudois, soit les Jars).

### Démographie

#### Évolution de la population
La commune compte 9 919 habitants au 31 décembre 2023 pour une densité de population de 2 170 hab/km2. Sur la période 2010-2023, sa population a augmenté de 16,9 % (canton : 18,6 % ; Suisse : 9,4 %).  

#### Pyramide des âges
En 2023, le taux de personnes de moins de 30 ans s'élève à 36,9 %, au-dessus de la valeur cantonale (34,6 %). Le taux de personnes de plus de 60 ans est quant à lui de 23,1 %, alors qu'il est de 22,5 % au niveau cantonal.
La même année, la commune compte 4 766 hommes pour 5 153 femmes, soit un taux de 48 % d'hommes, inférieur à celui du canton (49,1 %).
| Hommes | Classe d’âge | Femmes |
| ------ | ------------ | ------ |
| 0,8    | 90 ans ou +  | 1,2    |
| 7,2    | 75 à 89 ans  | 9,4    |
| 13,2   | 60 à 74 ans  | 14,4   |
| 20,2   | 45 à 59 ans  | 20,6   |
| 19,7   | 30 à 44 ans  | 19,5   |
| 22,0   | 15 à 29 ans  | 19,8   |
| 16,9   | - de 14 ans  | 15,1   |

| Hommes | Classe d’âge | Femmes |
| ------ | ------------ | ------ |
| 0,6    | 90 ans ou +  | 1,4    |
| 6,5    | 75 à 89 ans  | 8,7    |
| 13,5   | 60 à 74 ans  | 14,3   |
| 20,9   | 45 à 59 ans  | 20,9   |
| 22,3   | 30 à 44 ans  | 21,7   |
| 19,6   | 15 à 29 ans  | 17,7   |
| 16,6   | - de 14 ans  | 15,3   |

## Politique

### Liste des syndics d'Épalinges
- ?-1913 : Louis Favrat.
- 1914-1929 : Charles Favrat.
- 1930-1945 : Oscar Diserens, Parti libéral.
- 1946-1950 : Charles Béboux.
- 1950-1964 : Fernand Favrat, Parti radical-démocratique (PRD).
- 1965-1981 : Paul-André Collet, PRD.
- 1982-1989 : Francis Michon, PRD.
- 1990-1993 : Jacqueline Pittet, Parti socialiste (PS).
- 1994-2011 : Yvan Tardy, PRD.
- 2011-2021 : Maurice Mischler, Les Verts.
- Actuellement : Alain Monod, Parti libéral-radical (PLR).

## Culture et patrimoine

### Sites et monuments

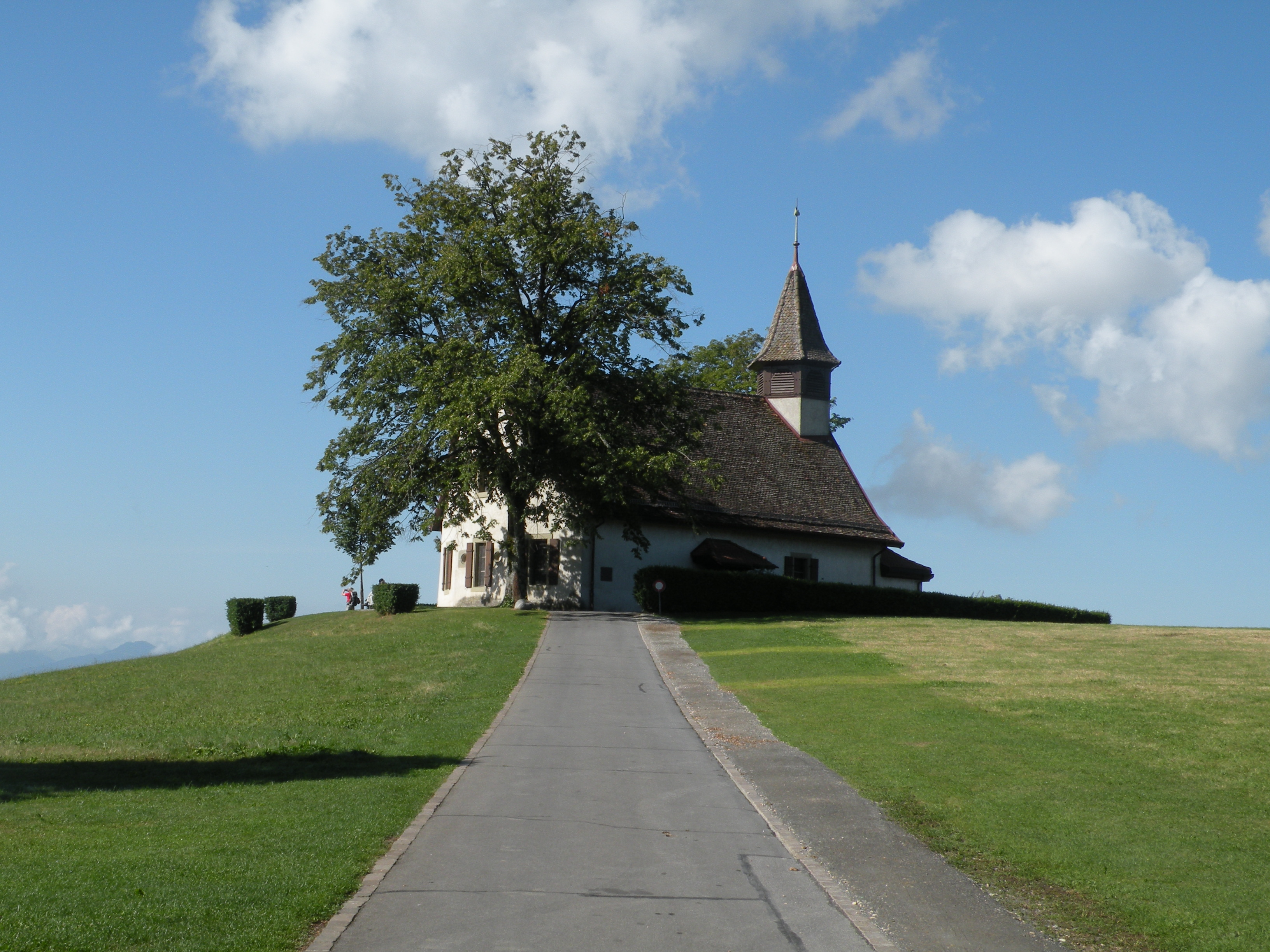
Église des Croisettes.

Photo aérienne (1964)

- L’église des Croisettes, inaugurée le 13 novembre 1662, a été construite sur les plans de l'architecte David Edelstein, soit Perret-Gentil, originaire de Valangin. Le financement a été apporté par la commune de Lausanne, à qui cet édifice appartient toujours. Le campanile a été remplacé en 1913 lors d'une grande restauration qui a touché toute la partie occidentale de l'édifice[12]. Située un peu à l’écart du centre du village, l'église est située sur un terrain de près de 2 ha déclaré non constructible et acheté par la commune au début des années 1950[13]. Elle figure sur la liste des biens culturels d'importance régionale.
- Dès 1976, Épalinges a accueilli l’Institut suisse de recherche expérimentale sur le cancer (ISREC), une fondation privée à but non lucratif fondée en 1964. Les groupes de recherche de l'Institut ont été intégrés en 2008 à la Faculté des Sciences de la vie de l'École polytechnique fédérale de Lausanne.
- Épalinges accueille le Département de biochimie de l'Université de Lausanne (UNIL)[14], une partie du Centre Ludwig de l'Université de Lausanne pour la recherche sur le cancer[15], le Biopôle[16] et le Laboratoire suisse d'analyse du dopage.

### Personnalités
- Raymond Burki, dessinateur humoristique né le 2 septembre 1949 à Épalinges.
- Jean-Louis David, coiffeur et entrepreneur français, y a vécu de 2002 à 2019.
- Ingvar Kamprad, fondateur d'Ikea, y a vécu de 1976 à 2014[17].
- Henri Rieben, professeur honoraire de l'UNIL et président de la Fondation Jean Monnet, né le 23 mars 1921 à Épalinges, il y vécut toute sa vie.
- Georges Simenon, écrivain belge, y a vécu de 1964 à 1972[18].